# Portada/article desembre 15

## Temporada d'huracans de l'Atlàntic de 1911
La temporada d'huracans de l'Atlàntic de 1911 fou relativament inactiva, amb només sis ciclons tropicals coneguts formats a l'Atlàntic durant l'estiu i la tardor de 1911. Tenint en compte tant el primer cicló que encetà la temporada a principis de febrer com l'últim clausurant-la al dissipar-se al desembre, es registraren només tres depressions tropicals. Tres ciclons s'intensificaren fins l'estatus d'huracà, on dos d'ells assoliren la categoria 2 en l'escala d'huracans de Saffir-Simpson vigent a l'actualitat. Les dades dels ciclons de la temporada de 1911 es fonamenten principalment en la base de dades d'huracans de l'Atlàntic, que l'any 2005 es revisà en profunditat el període entre 1911 i 1914.